# 彼得·博洛特尼科夫
彼得·格里戈里耶维奇·博洛特尼科夫（俄語：Пётр Григо́рьевич Боло́тников，1930年3月8日—2013年12月20日），蘇聯男子田徑運動員，1960年前期世界的最佳長跑者之一。曾獲得1960年夏季奧林匹克運動會男子10000公尺金牌，以及創下上述項目的世界紀錄。
出生於前蘇聯的莫爾多瓦（現今莫爾多瓦共和國）。他從20歲從軍時才開始學習田徑運動，當時在斯巴達（VSS Spartak）接受教練格里哥利·尼奇福羅夫（Grigory Nikiforov）的指導。
1957年，博洛特尼科夫於10000公尺項目以0.2秒之差驚奇擊敗1956年夏季奧運會金牌得主弗拉基米爾·庫茨，贏得首座全國比賽冠軍。此後，他在1958年及1962年的蘇聯全國比賽上包辦了男子5000公尺、男子10000公尺冠軍。1959年，他獲選為蘇聯體育榮譽大師的頭銜。
奧運會方面，他早在1956年即獲得參賽資格，但名次上未能有所斬獲。1960年夏季奧運會，他控制了全場局勢，成功擊敗主要競爭對手，來自東德的漢斯·格羅多茨基和紐西蘭的默里·哈爾伯格而奪得金牌，同時成績28分32秒18也是的當時奧運會紀錄。10月15日，博洛特尼科夫於基輔創下28分18秒8的男子10000公尺新世界紀錄。
兩年後的在貝爾格勒舉行的1962年歐洲田徑錦標賽，他於8月11日的賽事再度打破自身保持的世界紀錄，將男子10000公尺的世界記錄降至28分18秒2。該屆賽事他雖然輕鬆贏得男子10000公尺冠軍，但在5000公尺卻意外落居第三。
經歷1964年夏季奧林匹克運動會的失利之後，博洛特尼科夫於1965年決定退休。1960年時，他曾獲得列寧勳章。
2013年12月20日，傳出過世的消息，享壽83歲。

## 外部連結
- 彼得·博洛特尼科夫在的頁面

| 紀錄                   | 紀錄                                                        | 紀錄                 |
| ---------------------- | ----------------------------------------------------------- | -------------------- |
| 前任： Vladimir Kuts   | 男子10000公尺世界紀錄保持者 1960年10月15日 – 1963年12月18日 | 繼任： 罗恩·克拉克   |
| 體育角色               |                                                             |                      |
| 前任： Friedrich Janke | 男子5000公尺年度最佳運動員 1960                             | 繼任： 默里·哈尔伯格 |
| 前任： 默里·哈尔伯格   | 男子5000公尺年度最佳運動員 1963                             | 繼任： 鲍勃·舒尔     |